# 性蕾期
性蕾期或性器期等（德語：phallischen Phase；英語：Phallic stage），或稱伊底帕斯階段（德語：ödipalen Phase），是西格蒙德·佛洛伊德提出的一個精神分析概念。該階段被認為出現於個人約3歲至5歲間，其特徵是注意力集中在探索自己的身體，以及觸摸和刺激陰莖或陰蒂等部位。 該階段被認為導致所謂戀母情結或戀父情結現象的發生。

## 參看
- 性心理發展
- 閹割焦慮
- 陰莖羨妒